# Conger (Bootsklasse)

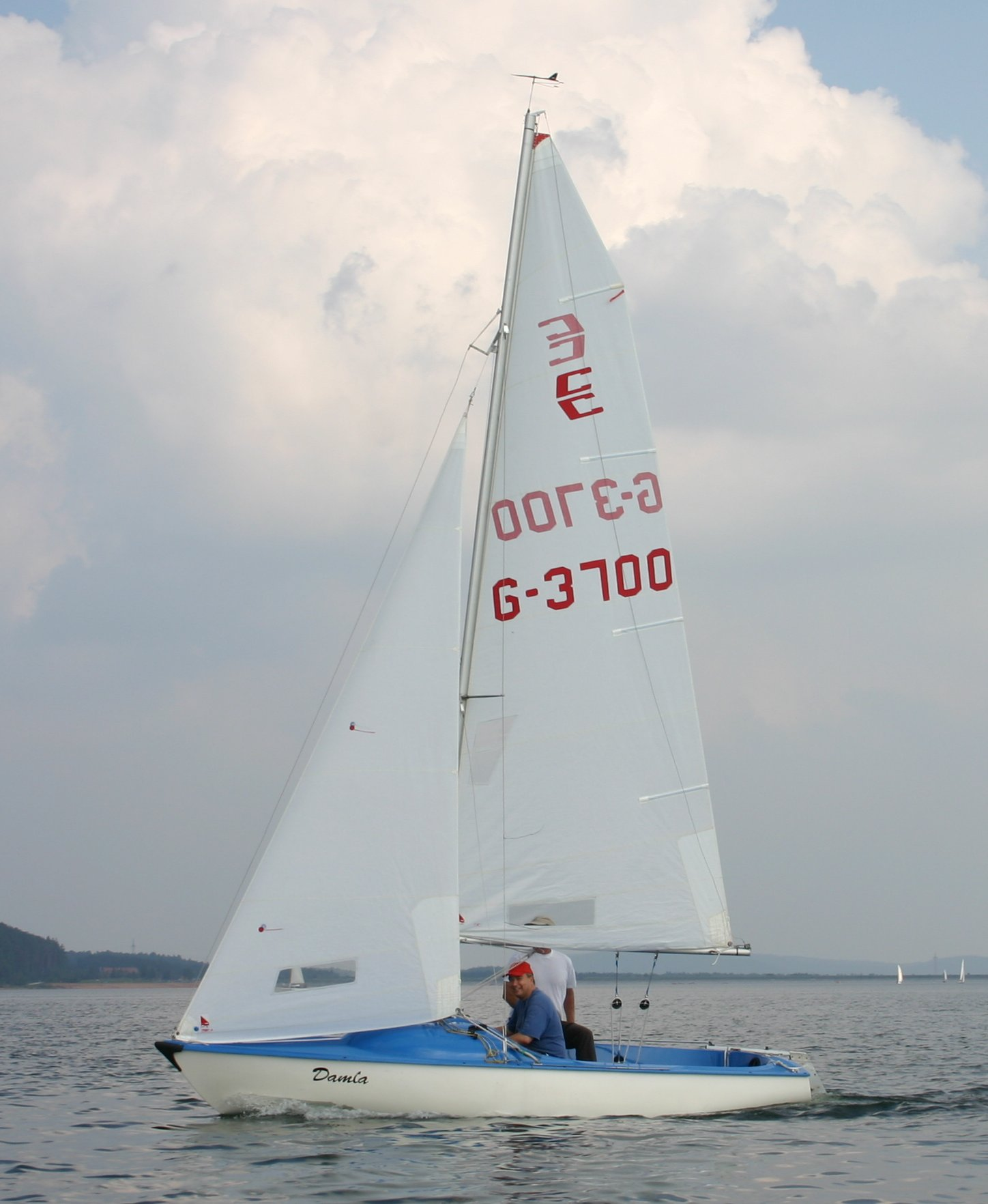
Conger auf dem Großen Brombachsee

Der Conger war 1965 die erste Kunststoffjolle in Deutschland. Das Design ist eine mit dem Olympiasegler Ullrich Libor weiterentwickelte Variante des Hawk. Bis 1971 wurde er bei der Großwerft Blohm & Voss gefertigt, anschließend bei Condor-Yachtbau. Seit 1. Januar 1978 ist die Firma Fiberglas Technik GmbH alleiniger Lizenznehmer für Deutschland. Bislang wurden 4100 Boote verkauft. Die Segelnummern 1000 bis 1900 wurden in Lizenz nach Japan vergeben.
Mit seinen Segeleigenschaften ist der Conger als Wander-, Regatta- und Freizeitjolle geeignet.

## Schiffsaufbau
Die Außenhaut des Conger besteht aus glasfaserverstärktem Polyester unter Verwendung von wechselweise Glasfasermatte und Glasfasergewebe in 3–6 Schichten. Dieses Material ist bruchfest, wasserdicht, seewasserfest und farbecht. Da die Farbe ein Bestandteil des Polyesters ist, braucht sie nicht erneuert zu werden. Zur Verstärkung des Rumpfes sind PU-Schaumkörper eingebaut, die einen zusätzlichen Auftrieb von 0,9 t bewirken. Damit ist der Conger unsinkbar. Alle Beschläge bestehen aus nichtrostenden Materialien wie Edelstahl oder Aluminium. Der stromlinienförmige Aluminium-Mast hat eine Länge von 7,35 Meter.

## Erwähnenswertes
Langjähriger prominenter Conger-Segler war der Altbundeskanzler Helmut Schmidt auf dem Brahmsee in Schleswig-Holstein.